# Брахигальбы
Брахигальбы, или якамары-брахигальбы (лат. Brachygalba), — род птиц семейства якамаровых (дятлообразные). Маленькие птицы с тёмной спинкой, светлым оперением брюшка и шеи, имеют длину тела 14—18 см, масса всего 16—23 г. Насекомоядные, добывают своим длинным клювом пищу из трещин и щелей. Обитают в Южной и Центральной Америке.

## Классификация
По данным базы Международного союза орнитологов в составе рода Brachygalba выделяют 4 вида:
- Brachygalba albogularis (Spix, 1824) — Белогорлая брахигальба — представители данного вида встречаются в Амазонии.
- Brachygalba goeringi Sclater & Salvin, 1869 — Бледноголовая брахигальба — обитают в Венесуэле и Колумбии.
- Brachygalba lugubris (Swainson, 1838) — Бурогорлая брахигальба
- Brachygalba salmoni Sclater & Salvin, 1879 — Темноспинная брахигальба — представители данного вида обитают в Колумбии и Панаме.